# Organización Sionista de América
La Organización Sionista de América (en inglés: Zionist Organization of America ) (ZOA) es la organización del lobby israelí de los Estados Unidos, más antigua de los Estados Unidos de América.
Fundada inicialmente como la Federación Americana de Sionistas (American Federation of Zionists) se reorganizó como la Organización Sionista de América ( Zionist Organization of America, ZOA) en 1917. La ZOA dispone de oficinas en los Estados Unidos de América, y al Estado de Israel. La tarea de la ZOA es informar y educar a la opinión pública, a los funcionarios electos, a los medios de comunicación, a los estudiantes de secundaria y a los universitarios, sobre varios datos y hechos relativos en el Estado de Israel.
La ZOA se opone a la existencia de un estado palestino y abogó por la prohibición de viajas de Trump.
La ZOA también promueve una buena relación entre Israel y los Estados Unidos. La ZOA trabaja para proteger en los estudiantes universitarios, y a los estudiantes de secundaria judíos, de la intimidación, el acoso, y la discriminación. La ZOA lucha contra el antisemitismo en los campus, en todo el país.
Desde su fundación en 1897, la Organización Sionista de América ha luchado a favor del pueblo judío y de la Tierra de Israel. Bajo la dirección de varios presidentes como el juez de la Corte Suprema de los Estados Unidos, Louis Brandeis, el rabino Dr. Abba Hillel Silver, y el actual presidente nacional, Morton A. Klein, la ZOA ha estado en la primera línea del activismo judío. 
La ZOA tiene unos 25.000 miembros repartidos por todo el país, y dispone de capítulos en los Estados Unidos (a ciudades cómo; Chicago, Cleveland, Dallas, Detroit, Los Angeles, Miami, Milwaukee, en el estado de Nueva Jersey, en Filadelfia, a Pittsburgh y en Washington DC). La ZOA actualmente trabaja para fortalecer las relaciones entre los Estados Unidos e Israel, mediante varias actividades educativas, y varios programas de relaciones públicas. La ZOA trabaja cada día en el Capitolio, y lucha contra la difamación hacia el Estado de Israel, cuando esta tiene lugar en los medios de comunicación, en los libros de texto o en los campus universitarios de todo el país.